# Mercedes-Benz Classe E (Type 211)
La Mercedes-Benz W211 est la désignation interne du fabricant pour définir la troisième version de la Classe E, la berline moyen-haut de gamme de Mercedes-Benz, produite en série de 2002 à 2009. La voiture était disponible en deux styles de carrosserie : Berline et Break (que l'on définit aussi comme Estate ou Station Wagon).
La W219, vendue sous l'appellation Classe CLS, un coupé 4 portes sorti en 2005 est basé sur la plateforme mécanique de la W211.

## Première version (2002–2006)
La première version de la W211 a été présentée le 15 janvier 2002 au salon de l'automobile de Bruxelles en tant que successeur au modèle W210 tandis qu'elle a été mise en vente à partir du 16 mars 2002. Le break, possédant le nom de code S211, plus long de 32 mm a été présenté quant à lui un peu moins d'un an plus tard, le 2 janvier 2003 lors du salon international de l'automobile d'Amérique du Nord à Détroit, celui-ci a été vendu à partir du 22 mars 2003. Cette première version a été assemblée jusqu'en 2006. La voiture a été présentée dans un prospectus avec des photos prises à Barcelone et en Catalogne.
Dans ce modèle de véhicules, quatre années de développement et des dépenses de développement de plus de deux milliards d'euros ont été nécessaires pour mener à bien ce projet. Depuis son lancement, la voiture a été vendue à plus d'un million d'exemplaires et il reste donc le véhicule le plus vendu de son segment ; dans les six premiers mois, il y avait plus de 100 000 commandes.
Grâce à des tôles d'acier haute résistance et un châssis bien conçu, le modèle était très sûr. Le poids a augmenté en raison de l'utilisation de l'aluminium mais de façon minimale. Le coefficient de traînée de 0,26 est d'environ 4 % inférieure au modèle précédent (0,27). La boîte de vitesses automatique à 5 rapports a été améliorée et le convertisseur de couple est désormais disponible dès de la première vitesse, de sorte que la consommation de carburant des moteurs essence baisse de 0,9 l/100 km. Le coffre est passé de 520 litres à 540 litres. Dans le crash-test EuroNCAP, la W211 a reçu 33 points et donc la note maximale de cinq étoiles.
Parallèlement, un manuel en trois volumes est livré avec depuis 2003, celui-ci fonctionnant comme un DVD interactif. Il marche aussi bien dans un lecteur DVD à la maison que dans le COMAND APS.
Les toutes premières photos non officielles du nouveau modèle semblent être inhabituellement précoces car elle a déjà été vue en public à New York en mi-2001. Un touriste allemand a vu le nouveau modèle lors du tournage du film Men in Black II où elle est utilisée de façon importante ; celui-ci les a vendues à un magazine automobile.

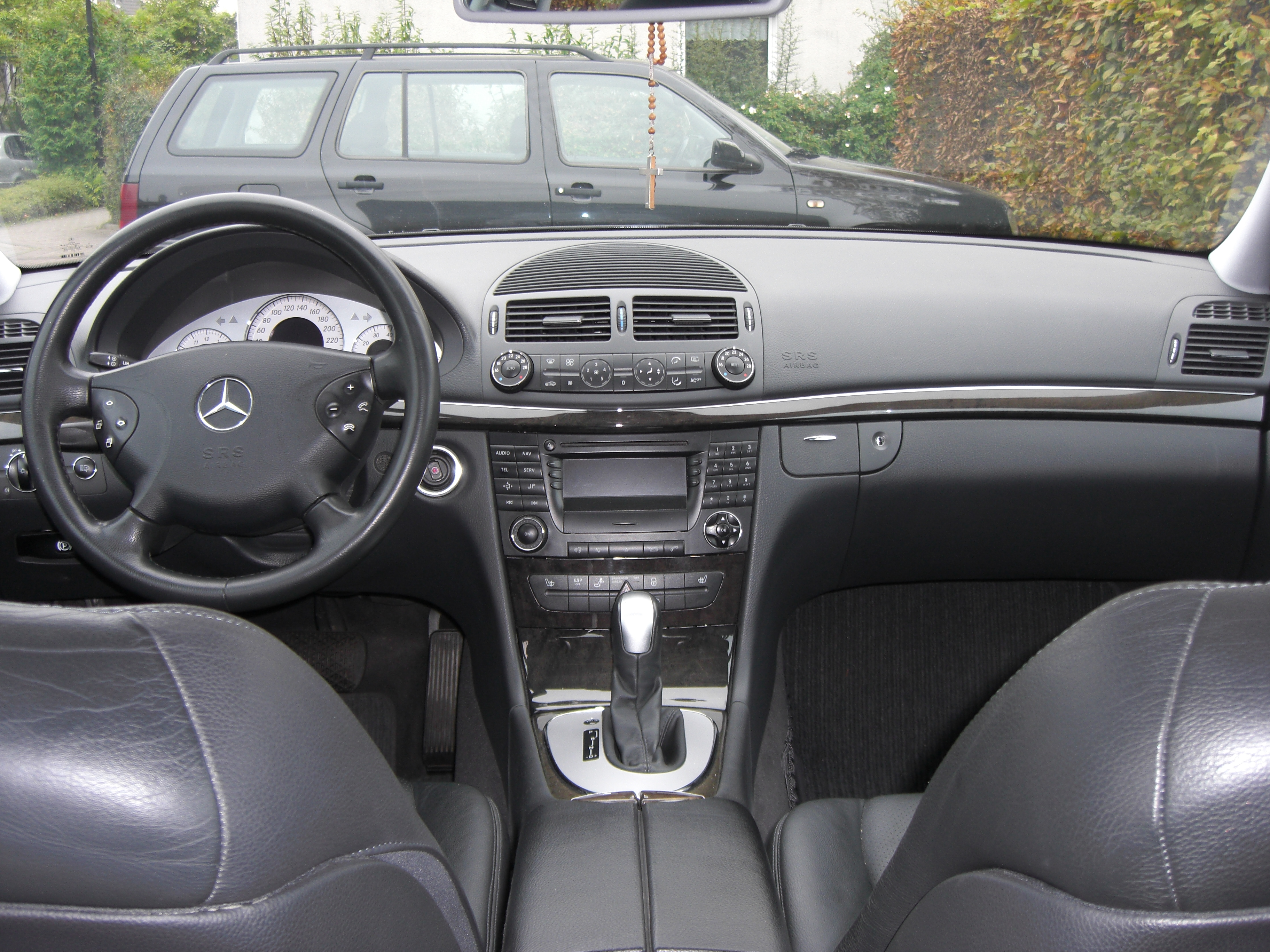
Intérieur de la finition Avantgarde avec la climatisation automatique Thermatic ainsi que le système de navigation Audio APS 50
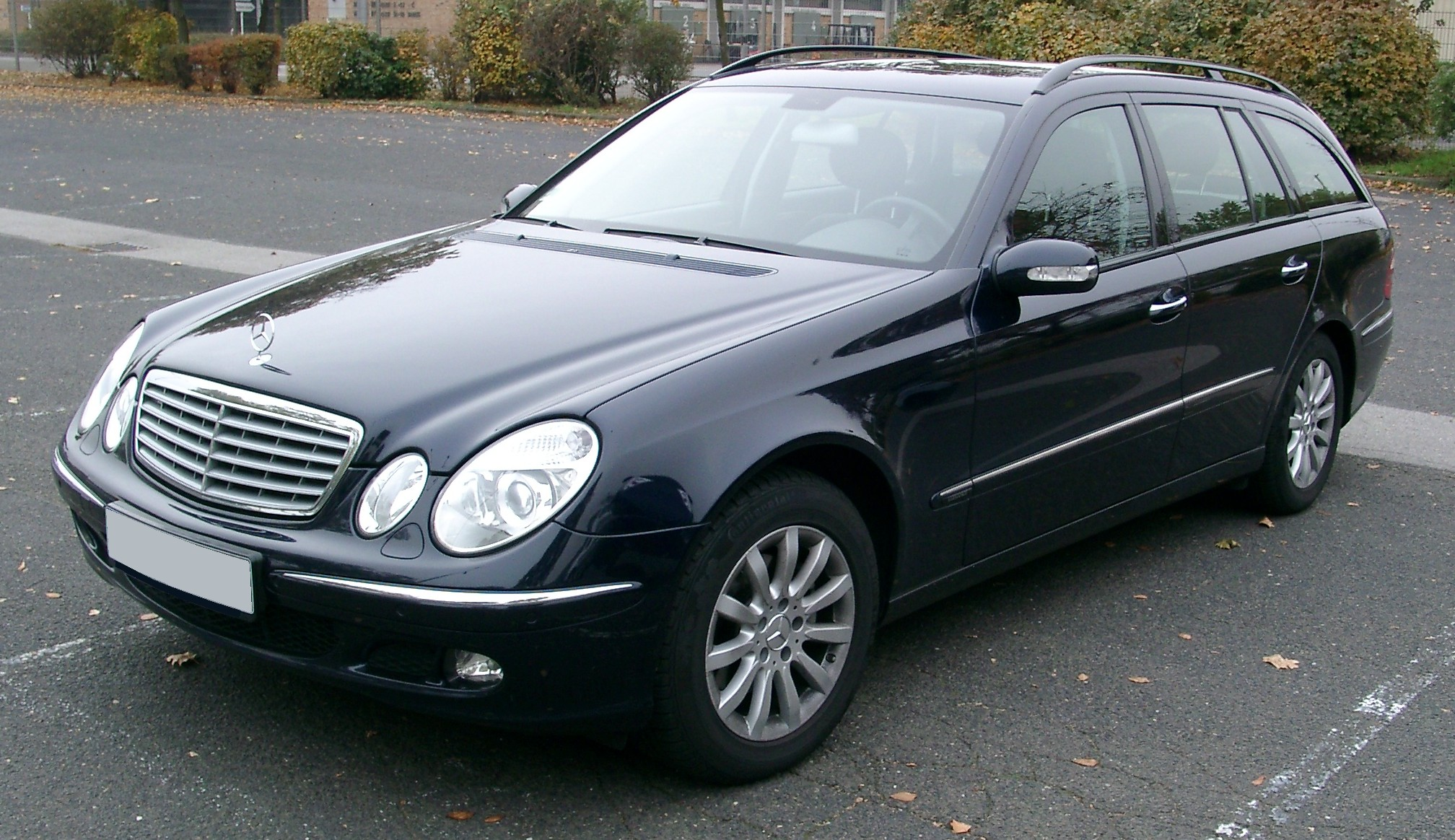
Mercedes-Benz E 200 Break Elegance
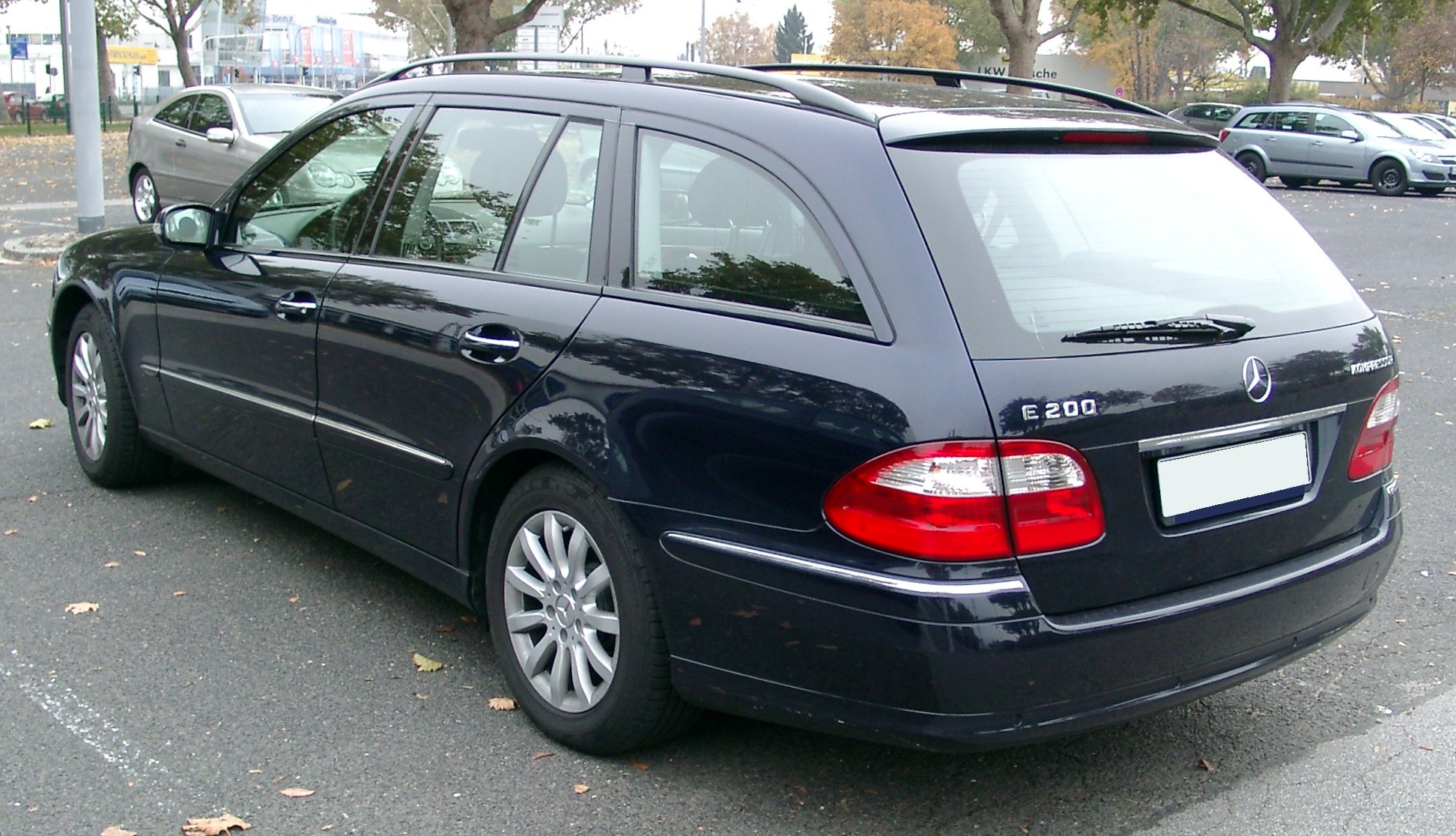
Vue arrière d'un break E 200 Elegance

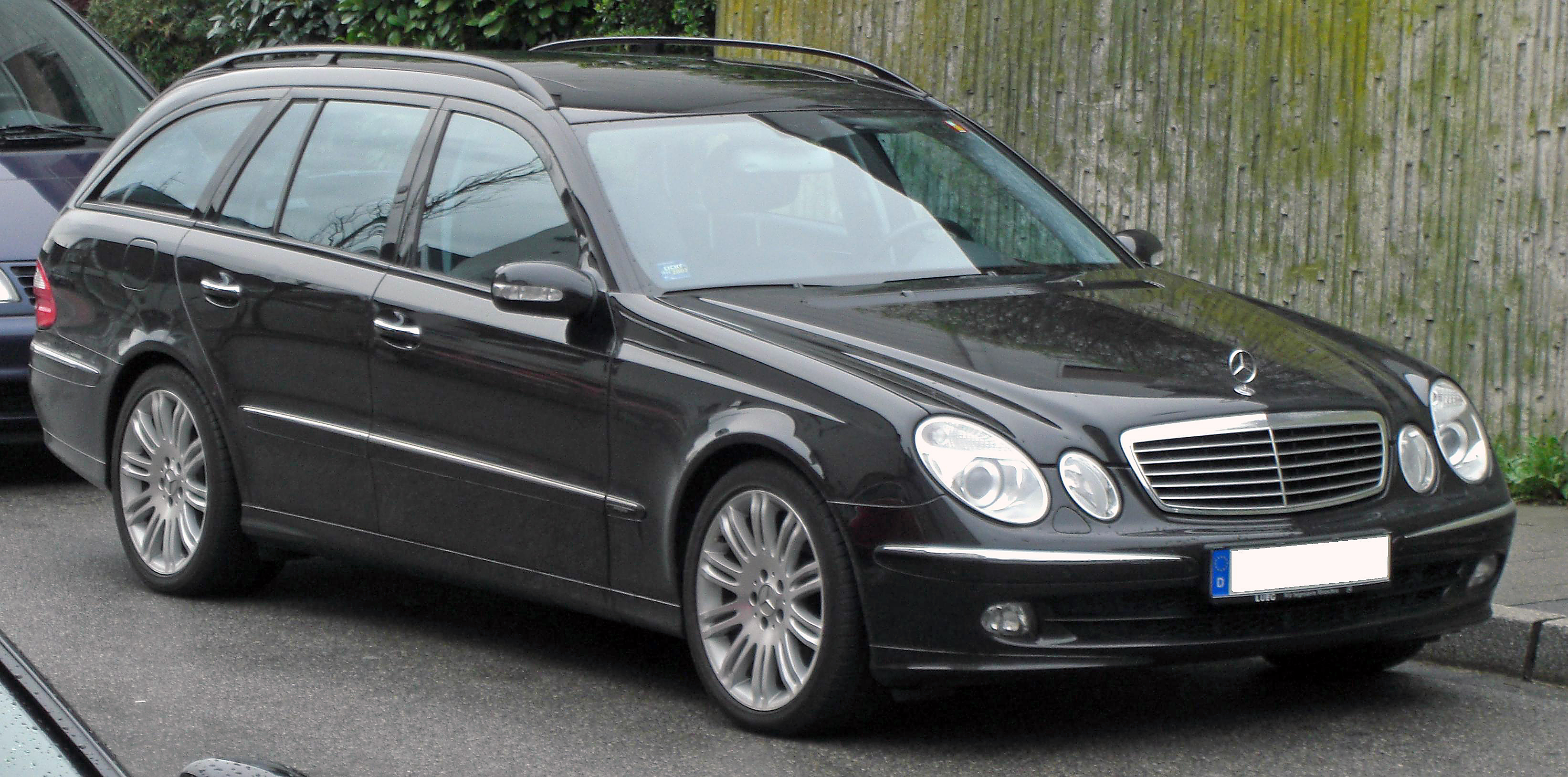
Version break avec le Pack Sport reconnaissable aux doubles sorties d'échappement chromées
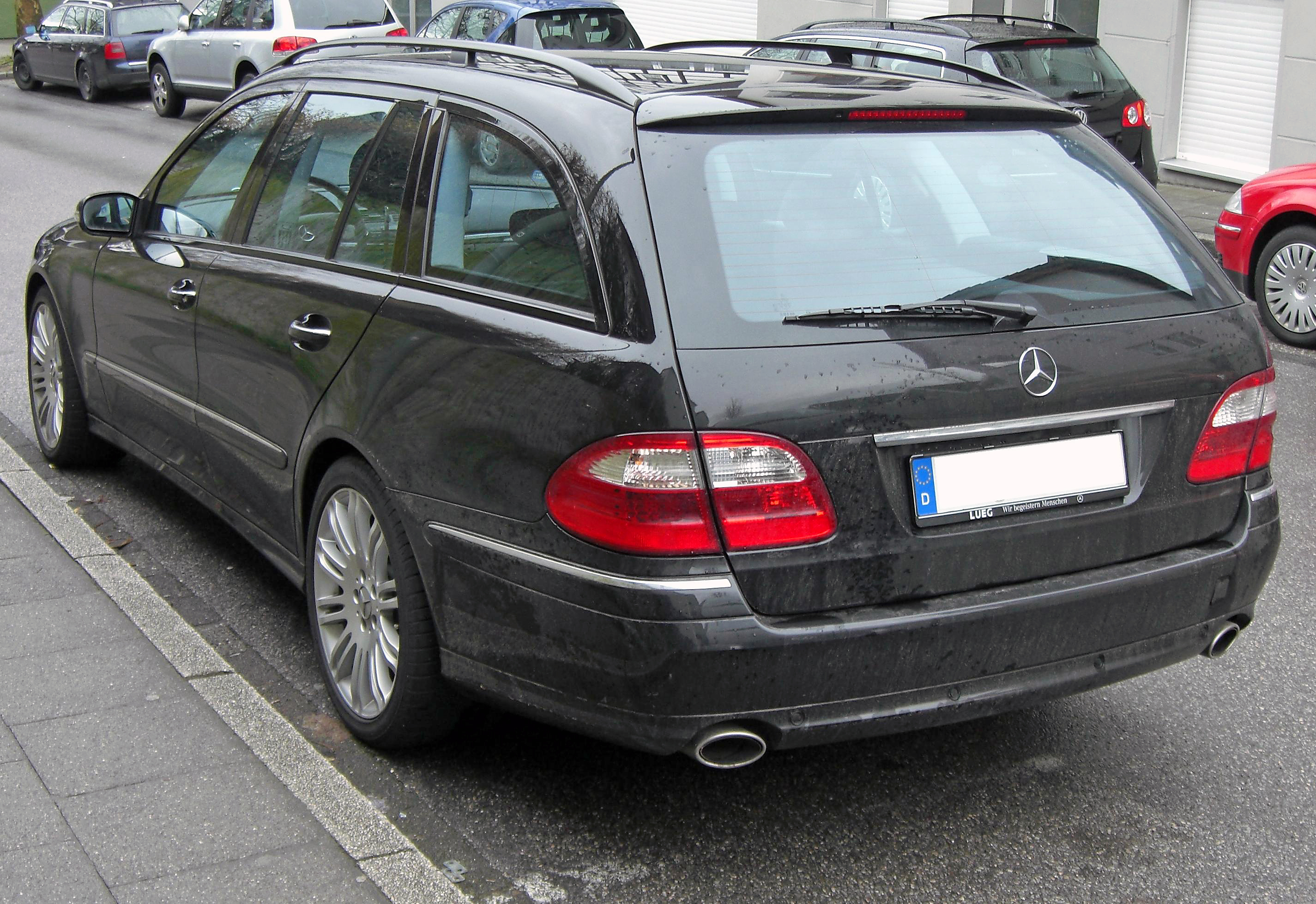
Vue arrière d'un break équipé du Pack Sport
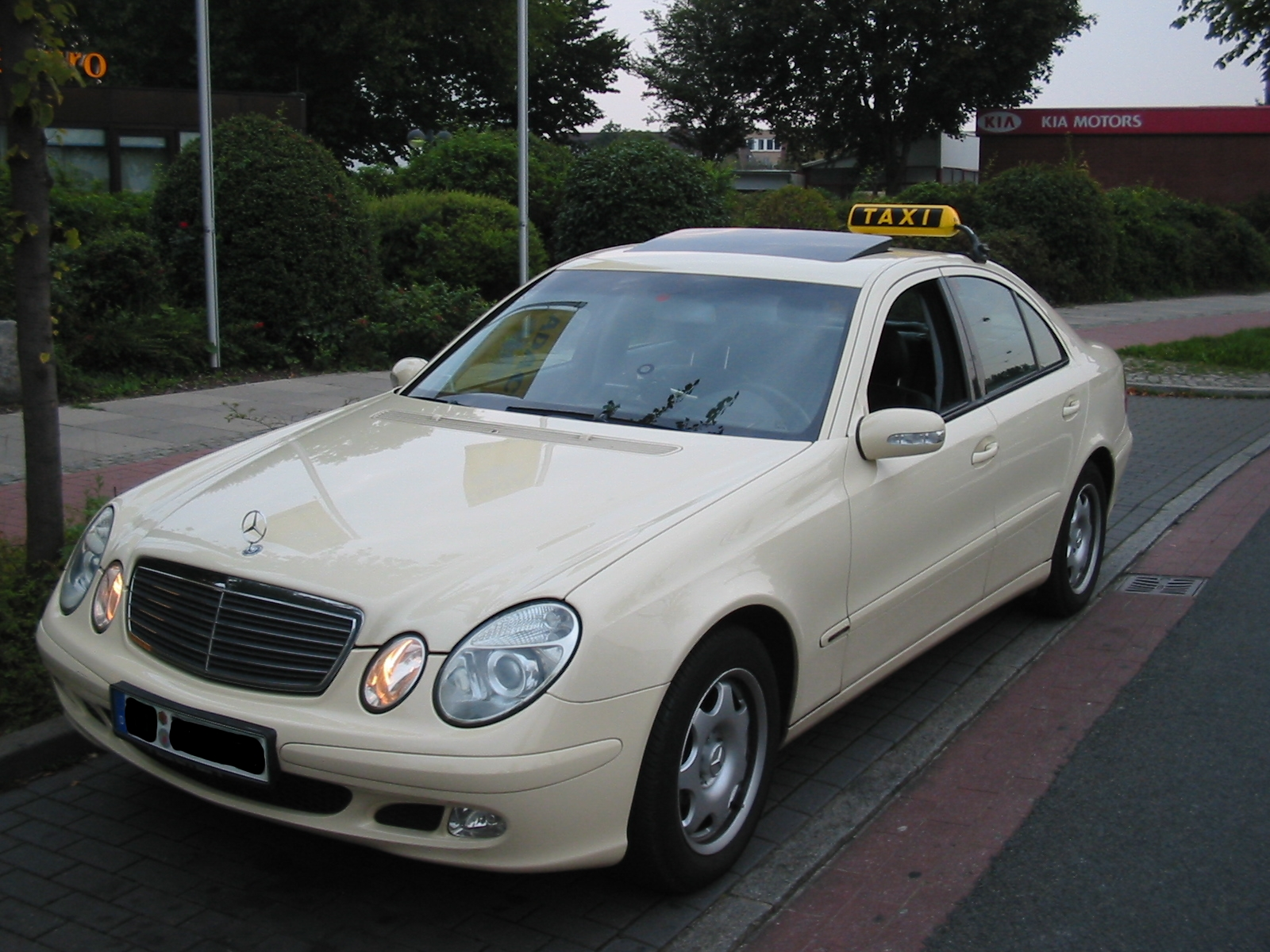
Une berline Classe E utilisée comme taxi

### Transmission 4MATIC
Pour les moteurs plus puissants, la transmission intégrale permanente 4MATIC est disponible à partir de 2003. Grâce au contrôle électronique de motricité 4ETS, il n'est pas nécessaire d'avoir un système de blocage longitudinal et transversal. La puissance est alors redistribuée à 60 % à l'essieu avant et 40 % à l'essieu arrière. Les modèles équipés de la transmission 4MATIC sont surélevés de 10 mm au niveau de la carrosserie. À cause de la transmission quatre roues motrices, l'espace pour les pieds à l'avant-droit un peu plus petit.

### E 55 AMG

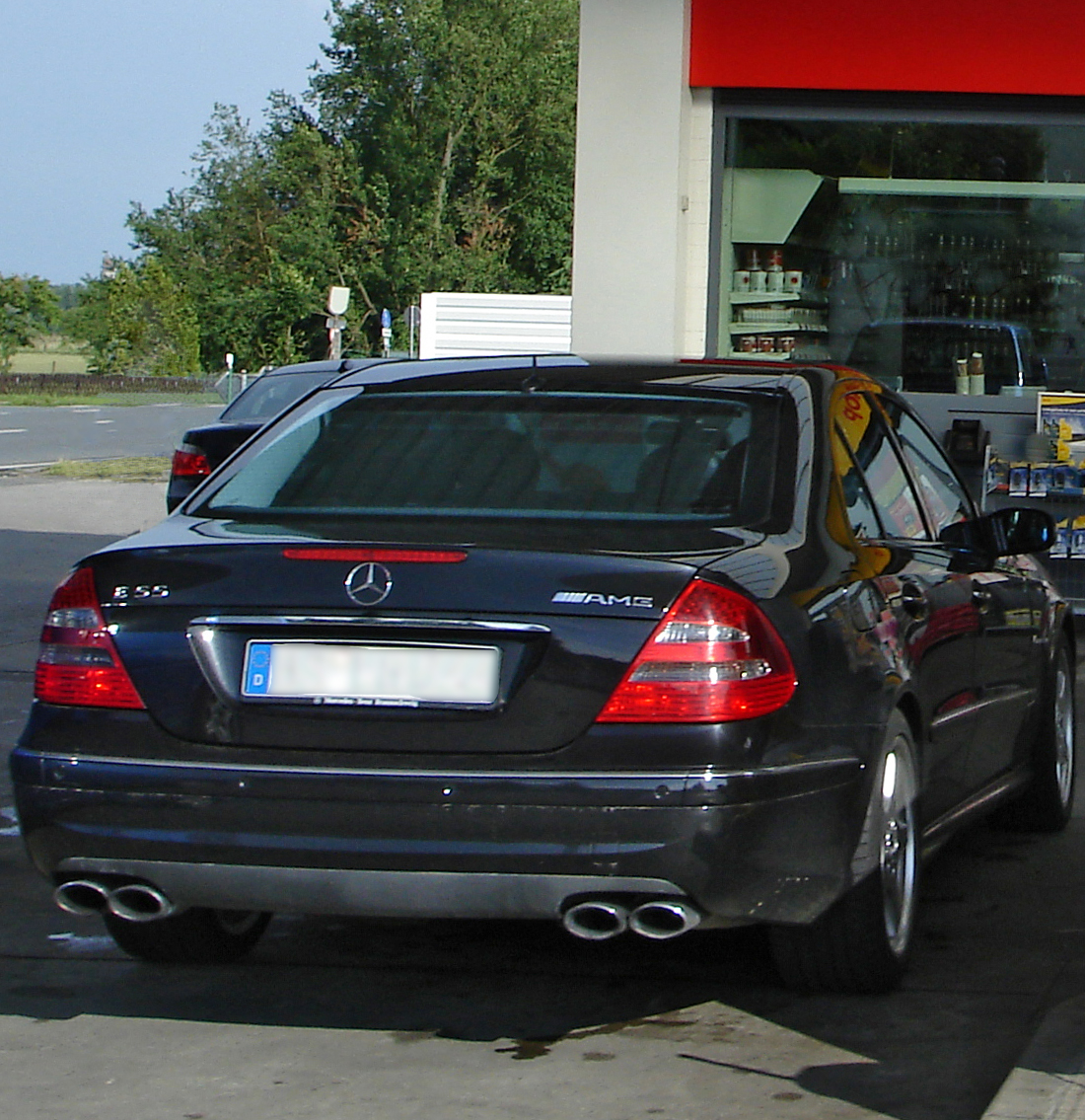
Arrière d'une Mercedes-Benz E 55 AMG

En octobre 2002, la E 55 AMG est mise sur le marché en tant que plus puissante Classe E jamais mise sur le marché. La voiture a été développée de façon exclusive par AMG, une filiale de Mercedes-Benz. La voiture a été disponible en version berline et break.
Le moteur de la voiture est basé sur le moteur V8 essence M113 V8 originaire de la E 500, mais celui-ci a été retravaillé par AMG et est compressé. Il développe jusqu'à 350 kW (476 ch) et 700 N m de couple. L'accélération de 0 à 100 km/h de l'AMG se fait en 4,7 secondes.

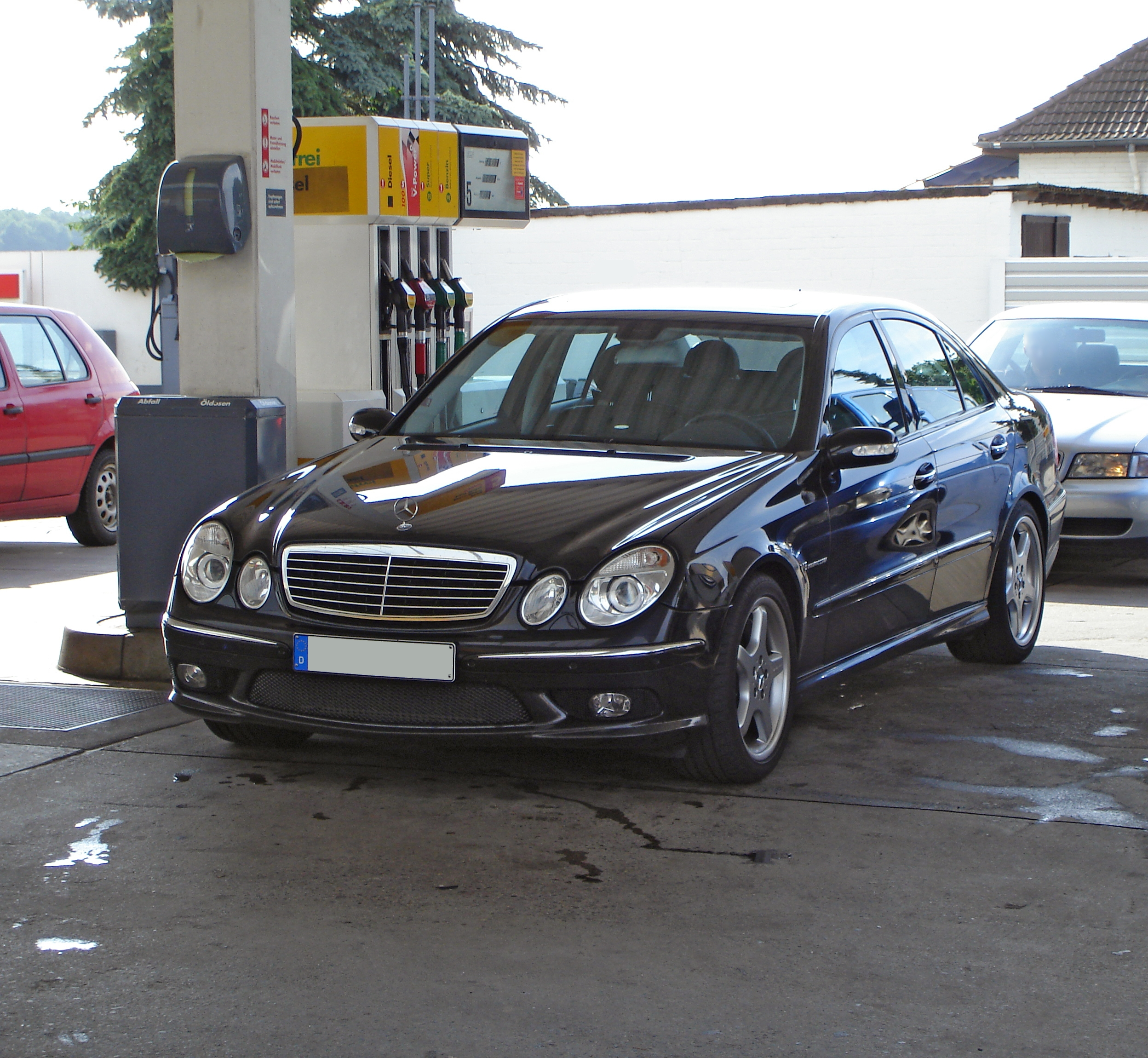
Avant d'une Mercedes-Benz E 55 AMG

L'équipement de la voiture était différent par rapport aux autres modèles en plus du technique, notamment avec les suspensions pneumatiques Airmatic DC sont offertes de série et les freins ont été adaptés pour la version sportive. Par rapport au modèle le plus puissant de l'ancienne génération, la E 500, l'essieu avant possède huit pistons de chaque côté. À l'extérieur, la voiture adopte un kit de carrosserie AMG avec une prise d'air avant qui a été agrandie divisée en mailles, des jantes AMG spécifiques, un logo V8 «Kompressor» ainsi qu'un ensemble de 4 pots d'échappement, faciles à reconnaitre. À l'intérieur, on trouve une sellerie en cuir nappa de série, un volant sport AMG avec des commandes intégrées ainsi que les palettes pour changer de rapport, des boiseries en érable, des panneaux de porte AMG et pour finir le système de navigation COMAND APS. Les essieux et la transmission ont été renforcés étant donné le couple élevé que le moteur développe. Comme l'entièreté des véhicules produits par AMG, la transmission, le système de direction et le train de roulement de la E 55 AMG ont été fabriqués par AMG.
Les dernières E 55 AMG ont été produites jusqu'à la mi-2006, puis elles ont été remplacées par la version E 63 AMG qui possède un moteur entièrement élaboré par AMG contrairement aux modèles précédents.

### Moteurs et transmissions
Comme plusieurs moteurs 4, 5, 6 et 8 cylindres moteurs étaient proposés, il avait un total de cinq moteurs essence et six moteurs diesel qui ont été mis sur le marché progressivement à partir de 2002. Ils ont été révisés en comparaison avec les moteurs de la W210.
À partir des modèles de l'année 2003, les moteurs CDI sont vendus avec un filtre à particules installé.
À partir des modèles de l'année 2004, les moteurs E 320 ont été remplacés par un plus gros, le E 350. Dans le même sens, modèle E 240 a été remplacé par le E 280.
Entre mars 2004 et 2008, la berline a également été disponible comme un véhicule avec un moteur au gaz naturel E 200 NGT. Elle possède un réservoir d'essence de 65 litres ainsi qu'un réservoirs de gaz d'une capacité totale de 18 kg. Ces réservoirs sont placés dans la roue de secours du coffre et derrière la paroi arrière. Le modèle est équipé d'une boîte automatique à cinq rapports.
Les premiers modèles étaient disponibles avec une boite automatique à cinq rapports en option. À partir de l'année 2004, une nouvelle boite de vitesses automatique 7G-Tronic à sept rapports est disponible, la première du genre, elle offre un plus grand confort en raison du changement rapide de rapports et des économies de carburant qu'elle fait par rapport à l'ancienne.
| Version          | Type et cylindrée | Puissance maximale | 0-100 km/h     | Vitesse maximale  | Consommation          | Années de production |
| Moteurs Diesel   | Moteurs Diesel    | Moteurs Diesel     | Moteurs Diesel | Moteurs Diesel    | Moteurs Diesel        | Moteurs Diesel       |
| ---------------- | ----------------- | ------------------ | -------------- | ----------------- | --------------------- | -------------------- |
| E 200 CDI (Taxi) | 2 148 cm3 L4      | 75 KW (102 ch)     |                |                   |                       | 2002-2003            |
| E 200 CDI        | 2 148 cm3 L4      | 90 kW (122 ch)     | 12,1 secondes  | 203 km/h          | 8,7/5,0/6,3 l/100km   | 2002-2006            |
| E 220 CDI        | 2 148 cm3 L4      | 110 kW (150 ch)    | 10,1 secondes  | 216 km/h          | 8,9/5,2/6,6 l/100km   | 2002-2006            |
| E 270 CDI        | 2 685 cm3 L5      | 130 kW (177 ch)    | 9,0 secondes   | 230 km/h          | 9,1/5,1/6,5 l/100km   | 2002-2006            |
| E 280 CDI        | 3 222 cm3 L6      | 130 kW (177 ch)    | 9,2 secondes   | 228 km/h          | 9,9/5,1/6,5 l/100km   | 2004-2006            |
| E 320 CDI        | 3 222 cm3 L6      | 150 kW (204 ch)    | 7,7 secondes   | 243 km/h          | 9,4/5,4/6,9 l/100km   | 2002-2005            |
| E 320 CDI        | 2 987 cm3 V6      | 165 kW (224 ch)    | 6,8 secondes   | 250 km/h          | 10,6/6,0/7,6 l/100km  | 2005-2006            |
| E 400 CDI        | 3 996 cm3 V8      | 191 kW (260 ch)    | 6,9 secondes   | 250 km/h (limité) | 13,5/7,1/9,4 l/100km  | 2003-2005            |
| E 420 CDI        | 3 996 cm3 V8      | 231 kW (314 ch)    | 6,4 secondes   | 250 km/h (limité) | 14,0/7,6/9,8 l/100km  | 2005-2006            |
| Moteurs essence  |                   |                    |                |                   |                       |                      |
| E 200 Kompressor | 1 796 cm3 L4      | 120 kW (163 ch)    | 9,6 secondes   | 230 km/h          | 11,6/6,1/8,3 l/100km  | 2002-2006            |
| E 240            | 2 597 cm3 V6      | 130 kW (177 ch)    | 8,9 secondes   | 236 km/h          | 15,4/7,4/10,5 l/100km | 2002-2006            |
| E 280            | 2 996 cm3 V6      | 170 kW (231 ch)    | 7,3 secondes   | 250 km/h          | 13,6/7,1/9,5 l/100km  | 2005-2006            |
| E 320            | 3 199 cm3 V6      | 165 kW (224 ch)    | 7,7 secondes   | 245 km/h          | 14,4/7,5/9,9 l/100km  | 2002-2006            |
| E 350            | 3 498 cm3 V6      | 200 kW (272 ch)    | 6,9 secondes   | 250 km/h (limité) | 14,4/7,8/10,2 l/100km | 2005-2006            |
| E 500            | 4 966 cm3 V8      | 225 kW (306 ch)    | 6,1 secondes   | 250 km/h (limité) | 16,9/8,4/11,5 l/100km | 2002-2006            |
| E 55 AMG         | 5 439 cm3 V8      | 350 kW (476 ch)    | 4,7 secondes   | 250 km/h (limité) | 19,1/9,3/12,9 l/100km | 2002-2006            |

## Deuxième version (2006–2009)

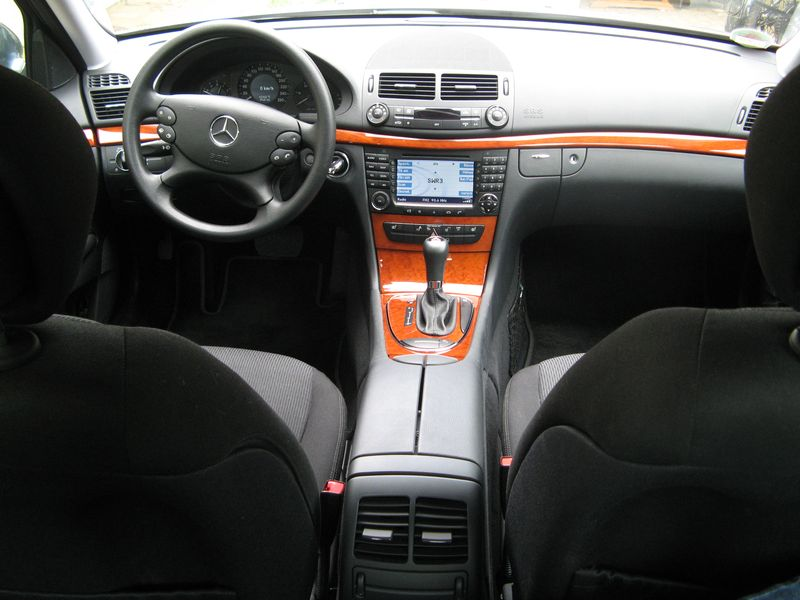
Intérieur de la finition “Classic”

### Révisions et modifications

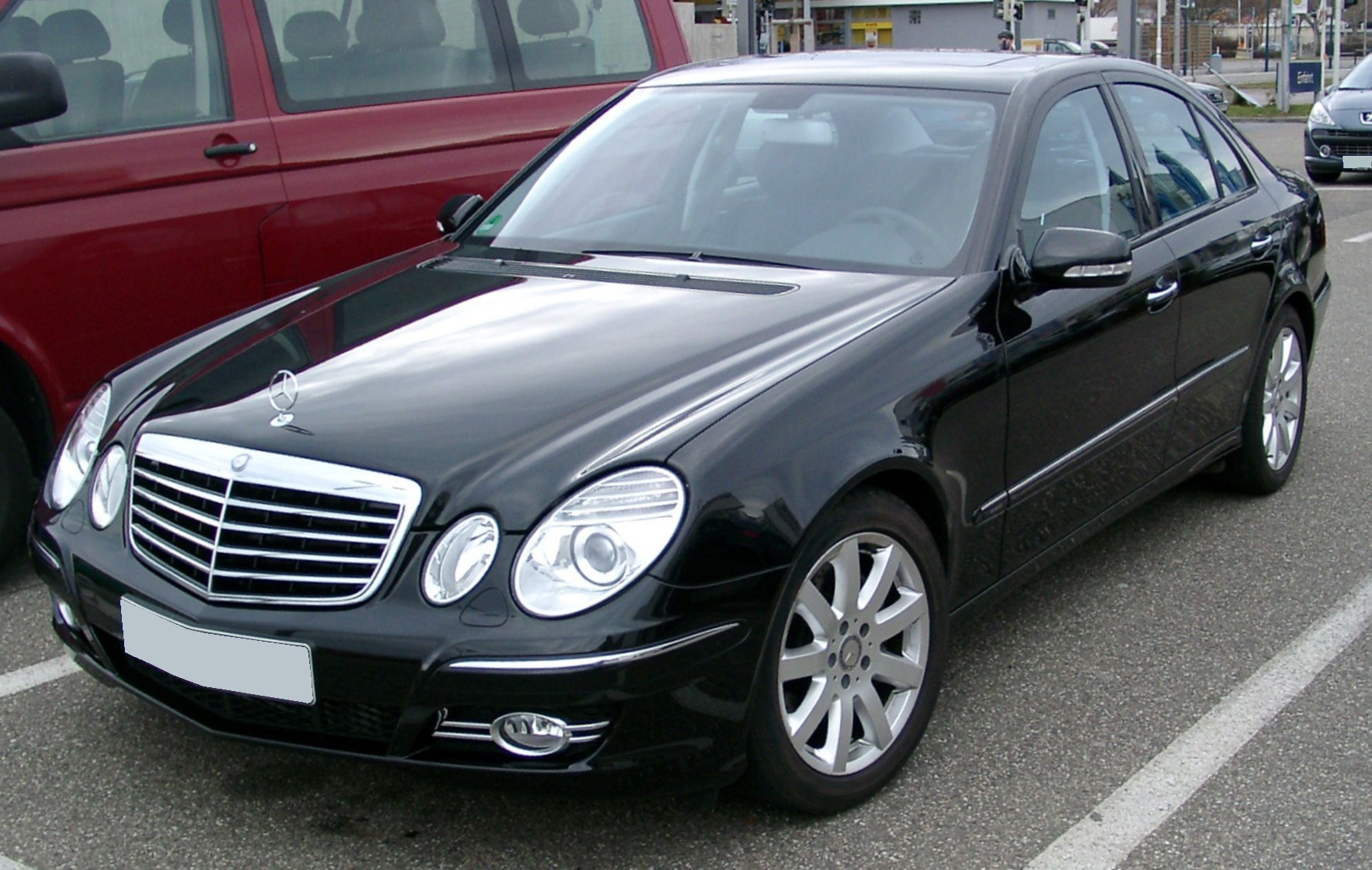
Berline Classe E en finition Avantgarde avec Pack Sport (2006–2009)
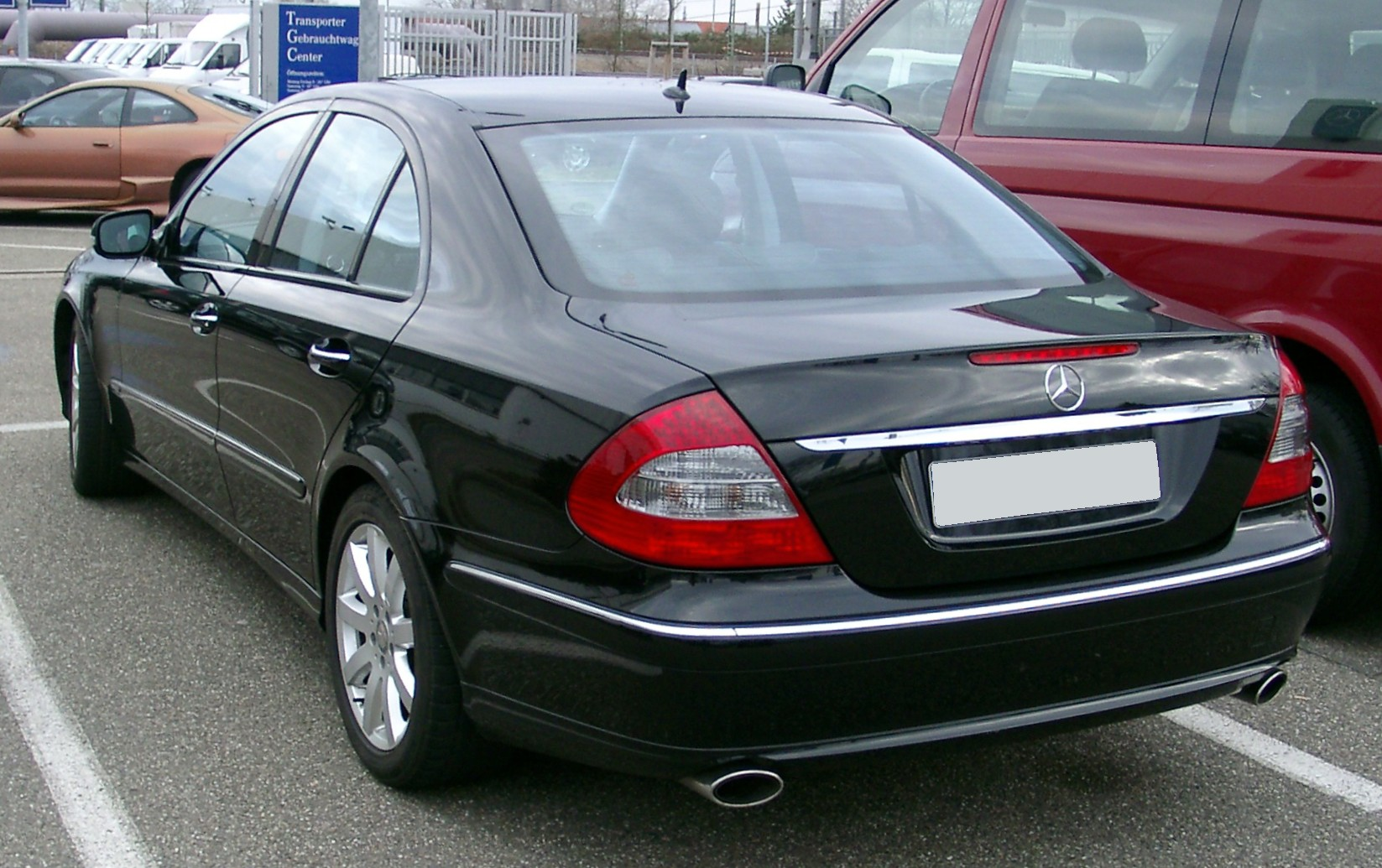
Vue arrière
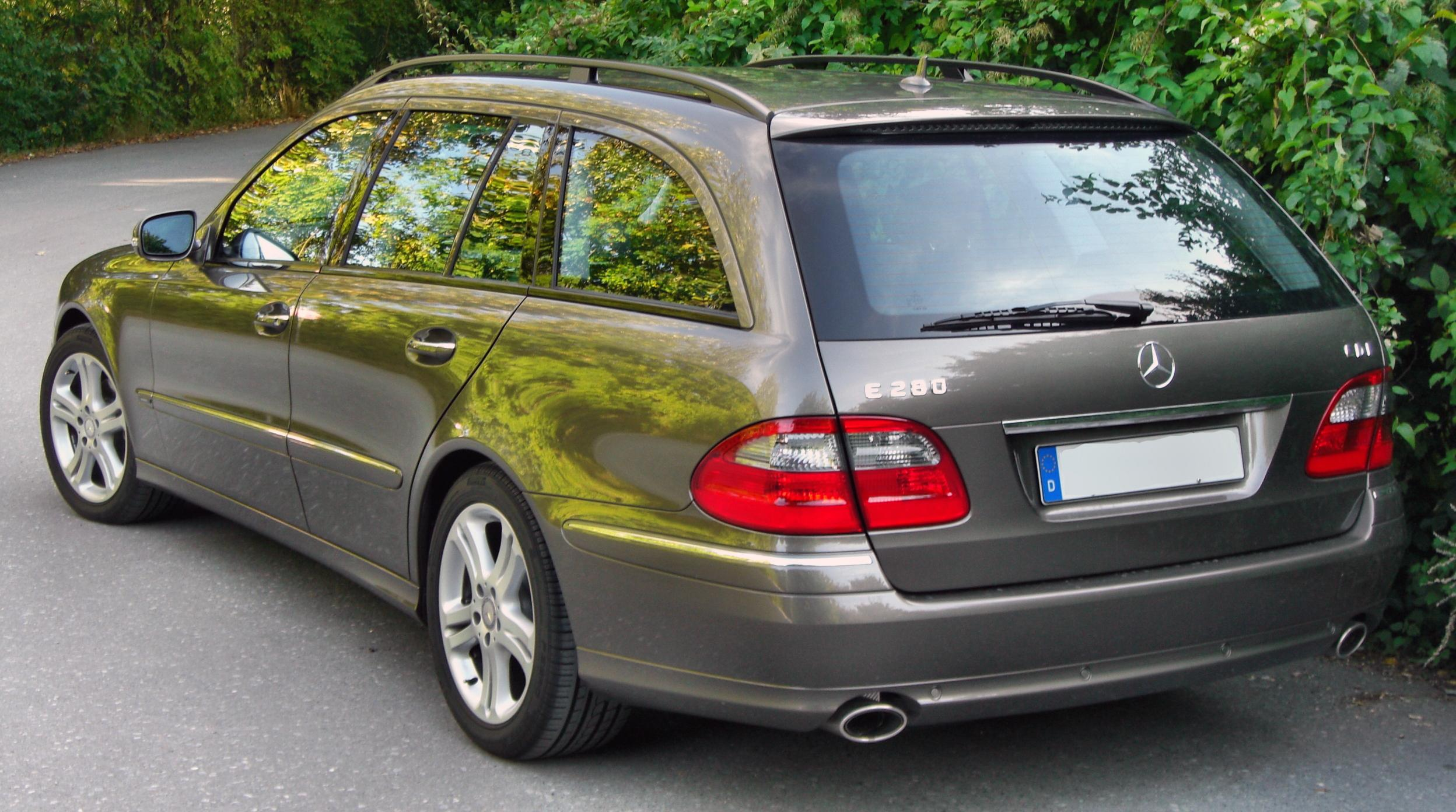
Break E 280 CDI en finition Avantgarde (2006–2009)
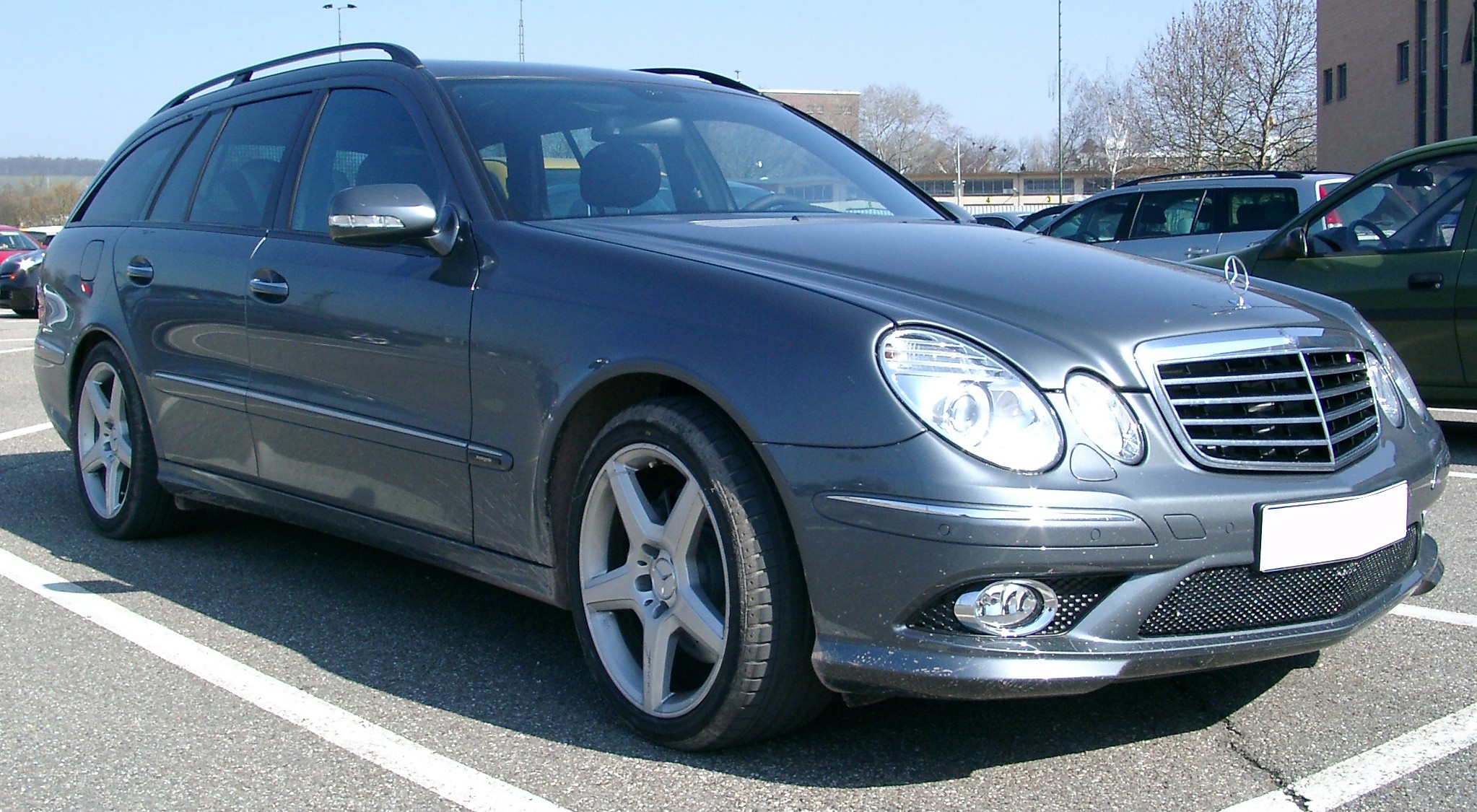
Break avec le Pack Sport AMG

### E 63 AMG

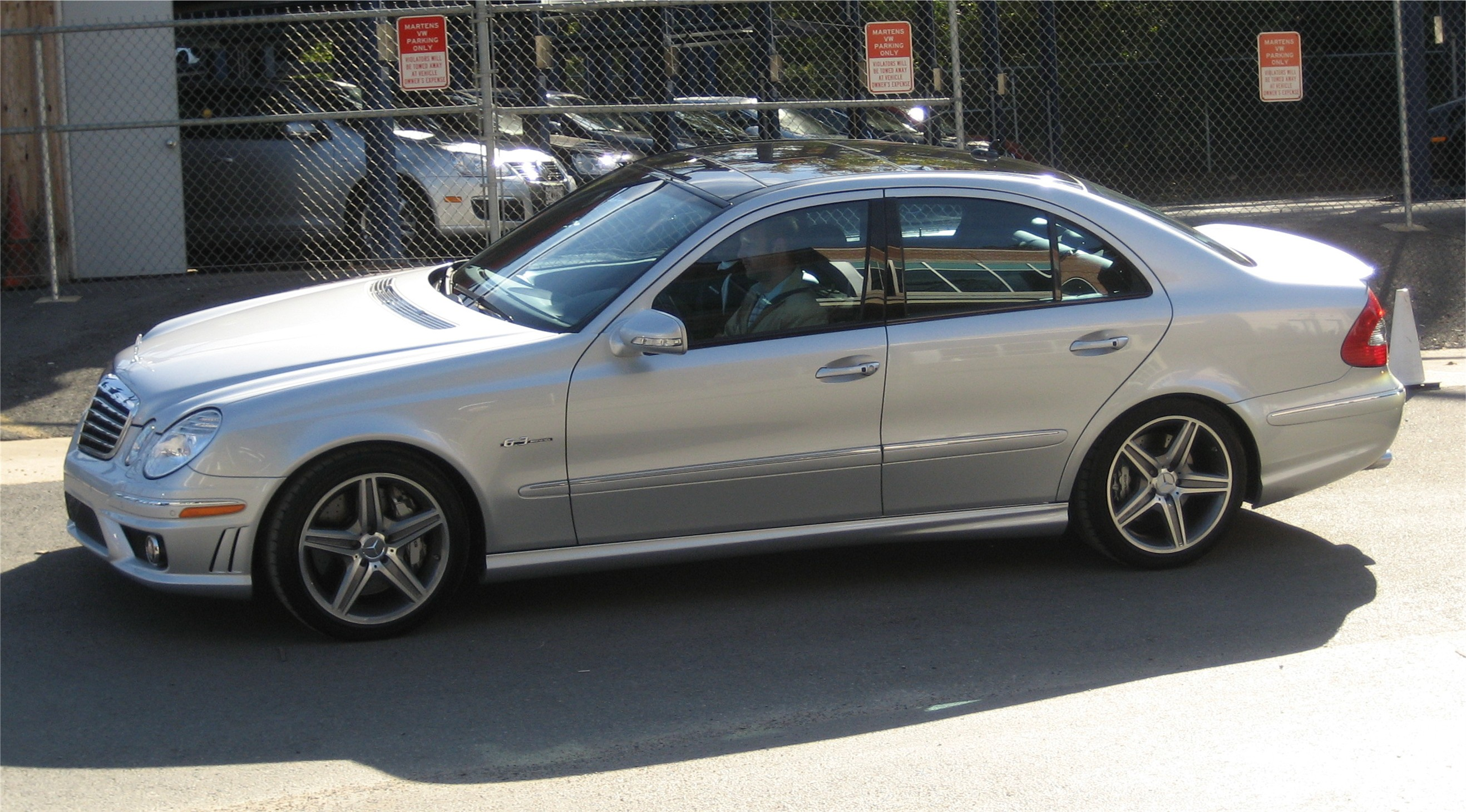
Mercedes-Benz E 63 AMG

C'est lors du New York International Auto Show en avril 2006 que la E 63 AMG a été présentée au public. La E63 AMG est la version haute performance de la W211 disponible en berline tout comme en break. Ce moteur était composé d'un bloc-cylindres en alliage  coulé à haute pression, avec un traitement des surfaces de frottement par pulvérisation à l'arc à double anode. Son taux de compression est de 11.3:1. Selon de nombreux chroniqueurs automobiles, la E 63 AMG est une des berline de sport les plus rapides en production de masse,. Elle dispose d'une puissance maximale de 378 kW (514 ch) à 6 800 tr/min ainsi qu'un couple de 630 N m à 5 200 tr/min. Elle passe de 0 à 100 km/h en 4,5 secondes (4,6 pour le break).
Le AMG Premium Package ajoute un store électrique déroulable à la lunette arrière et aux fenêtres latérales arrière, les sièges avant climatisés, un toit ouvrant panoramique, les sièges arrière chauffants, la fermeture du coffre électrique ainsi que le KEYLESS-GO.
Le AMG Performance Package supprime le limiteur de vitesse électronique (qui bride la vitesse à 250 km/h), et ajoute le différentiel arrière auto-bloquant, un système de surveillance de la pression des pneus, une suspension sport, des jantes AMG 18 pouces à 5 branches doubles ainsi qu'une bordure en fibre de carbone,.

### Moteurs et transmissions
| Version          | Type et cylindrée | Puissance maximale | 0-100 km/h     | Vitesse maximale  | Consommation           | Moteur         | Années de production |
| Moteurs Diesel   | Moteurs Diesel    | Moteurs Diesel     | Moteurs Diesel | Moteurs Diesel    | Moteurs Diesel         | Moteurs Diesel |                      |
| ---------------- | ----------------- | ------------------ | -------------- | ----------------- | ---------------------- | -------------- | -------------------- |
| E 200 CDI        | 2 148 cm3 L4      | 100 kW (136 ch)    | 9,9 secondes   | 214 km/h          | 8,6/5,0/6,3 l/100 km   | OM646.820      | 04.2006-12.2008      |
| E 220 CDI        | 2 148 cm3 L4      | 125 kW (170 ch)    | 8,3 secondes   | 227 km/h          | 8,7/5,0/6,3 l/100 km   | OM646.821      | 04.2006-12.2008      |
| E 280 CDI        | 2 987 cm3 V6      | 140 kW (190 ch)    | 7,4 secondes   | 241 km/h          | 9,6/5,5/7,0 l/100 km   | OM642.920      | 03.2005-12.2008      |
| E 300 BLUETEC    | 2 987 cm3 V6      | 155 kW (211 ch)    | 6,8 secondes   | 244 km/h          | 10,1/5,7/7,3 l/100 km  | OM642.920      | 09.2007-12.2008      |
| E 320 CDI        | 2 987 cm3 V6      | 165 kW (224 ch)    | 6,6 secondes   | 250 km/h          | 10,4/5,8/7,4 l/100 km  | OM642.920      | 03.2005-12.2008      |
| E 420 CDI        | 3 996 cm3 V8      | 231 kW (314 ch)    | 6,1 secondes   | 250 km/h (limité) | 13,2/7,0/9,3 l/100 km  | OM629.910      | 01.2006-12.2008      |
| Moteurs essence  |                   |                    |                |                   |                        |                |                      |
| E 200 Kompressor | 1 796 cm3 L4      | 135 kW (184 ch)    | 9,4 secondes   | 230 km/h          | 12,0/6,5/8,5 l/100 km  |                | 2006-2009            |
| E 280            | 2 996 cm3 V6      | 170 kW (231 ch)    | 7,3 secondes   | 250 km/h          | 13,5/7,0/9,4 l/100 km  |                | 2006-2009            |
| E 350            | 3 498 cm3 V6      | 200 kW (272 ch)    | 6,9 secondes   | 250 km/h (limité) | 14,2/7,5/10,0 l/100 km |                | 2006-2009            |
| E 500            | 4 966 cm3 V8      | 225 kW (306 ch)    |                | 284 km/h          |                        |                | 2003-2005            |
| E 550            | 5 461 cm3 V8      | 285 kW (388 ch)    | 5,3 secondes   | 250 km/h (limité) | 16,9/8,2/11,5 l/100 km |                | 2006-2009            |
| E 63 AMG         | 6 208 cm3 V8      | 378 kW (514 ch)    | 4,5 secondes   | 250 km/h (limité) | 22,3/9,8/14,3 l/100 km |                | 2006-2009            |

## Ventes

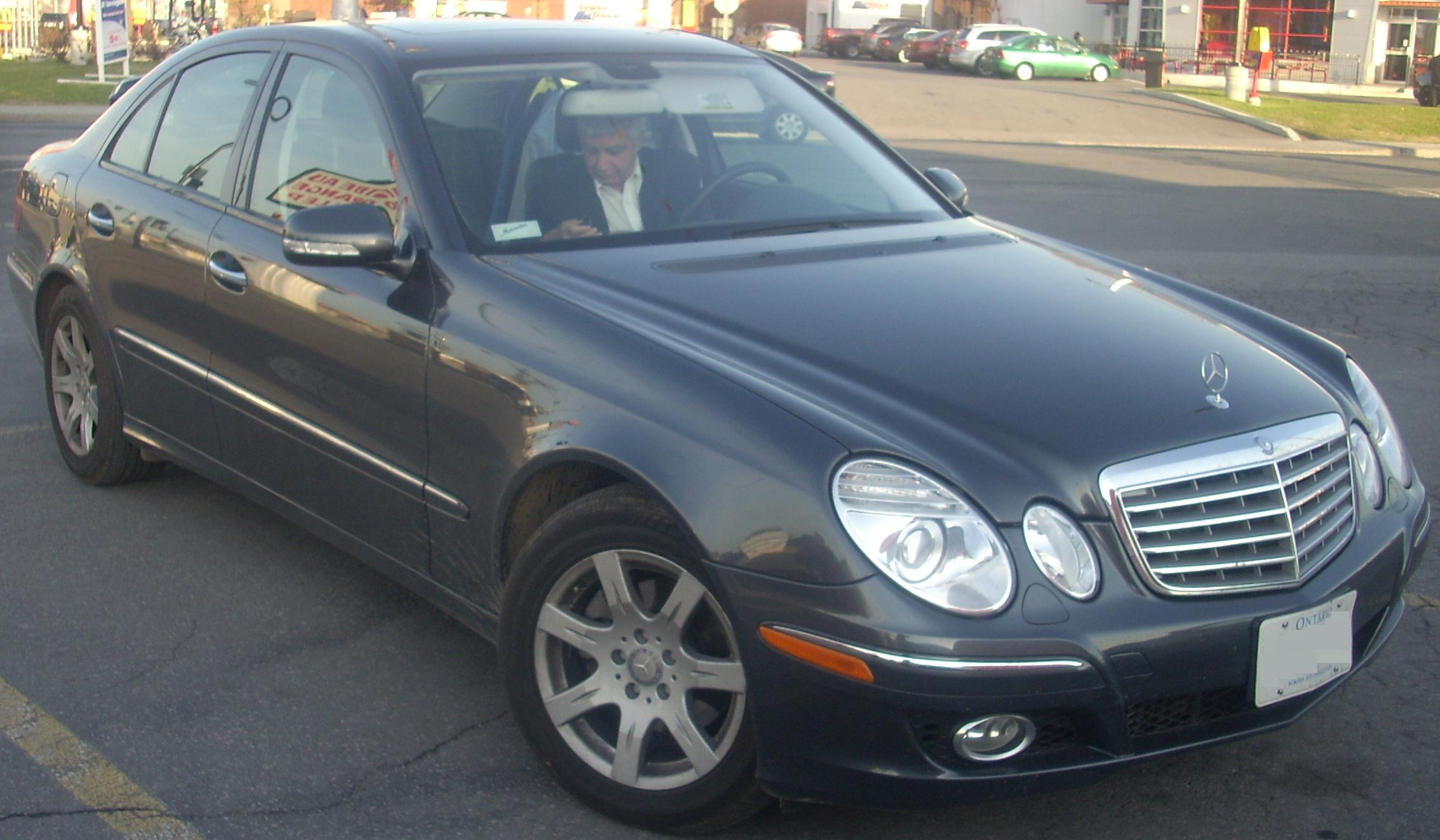
Une W211 destinée au marché américain

Les deux marchés de vente les plus importants pour la Classe E ont été l'Allemagne et les États-Unis avec chacun environ 25 % des ventes. Les moteurs les plus populaires de la Classe E ont été le 2,2 litres diesel et le 3,5 litres essence qui représentait chacun moteur environ 10 % des ventes. Dans l'ensemble, environ 40 % des clients ont acheté une Classe E avec un moteur diesel. Le 19 décembre 2008, Mercedes-Benz a annoncé qu'ils ont vendu le 1,5 millionième véhicule W211 dont 1 270 000 million de berlines et 230 000 break.
| Année          | Chiffres de ventes    |
| -------------- | --------------------- |
| 2002           | 242 000 exemplaires   |
| 2003           | 305 300 exemplaires   |
| 2004           | 294 200 exemplaires   |
| 2005           | 265 000 exemplaires   |
| 2006           | 243 000 exemplaires   |
| 2007           | 230 900 exemplaires   |
| 2008           | 172 900 exemplaires   |
| Ventes totales | 1 753 300 exemplaires |

### Ventes dans le segment des routières en Allemagne
| Modèle                        | Ventes totales de l'année      | Ventes totales de l'année      | Ventes totales de l'année      | Ventes totales de l'année      | Ventes totales de l'année      | Ventes totales de l'année      | Ventes totales de l'année      |
| Modèle                        | 2002                           | 2003                           | 2004                           | 2005                           | 2006                           | 2007                           | 2008                           |
| ----------------------------- | ------------------------------ | ------------------------------ | ------------------------------ | ------------------------------ | ------------------------------ | ------------------------------ | ------------------------------ |
| Audi A6 (2004)                | 48 737                         | 44 831                         | 54 305                         | 63 621                         | 64 643                         | 55 361                         | 45 304                         |
| BMW Série 5 (2003)            | 48 703                         | 53 447                         | 71 217                         | 59 625                         | 50 828                         | 50 024                         | 44 418                         |
| Mercedes-Benz Classe E (2002) | 89 029                         | 104 696                        | 86 299                         | 62 055                         | 56 801                         | 56 695                         | 43 112                         |
| Graphique des ventes          | Pourcentage des ventes en 2002 | Pourcentage des ventes en 2003 | Pourcentage des ventes en 2004 | Pourcentage des ventes en 2005 | Pourcentage des ventes en 2006 | Pourcentage des ventes en 2007 | Pourcentage des ventes en 2008 |

## Promotions de la W211
Mercedes-Benz a pour habitude d'introduire ses voitures dans des films comme ils l'ont fait pour l'introduction de la classe M en 1997 dans Jurassic Park : Le Monde perdu. 
- Ils ont introduit la Mercedes-Benz Classe E de génération W211 dans le film Men in Black 2 où elle est présente dans la version E 500 et est utilisée comme véhicule de fonction des personnages principaux[13]. Il s'agissait d'une pré-version de la Classe E de première génération.
- En 2006, Mercedes-Benz a organisé un voyage entre Paris et Pékin en guise de promotion pour la version révisée de la voiture[14]. Le parcours de 14 000 km a été effectué en alternance par 360 pilotes qui ont déjà participé à des compétitions. Il s'agissait de versions E 320 CDI et E 300 Bluetec.
- Celle-ci est aussi utilisée de façon massive dans des séries télévisées produites en Allemagne telles que Le Renard ou bien encore dans d'autres films.

## Productions limitées de la W211

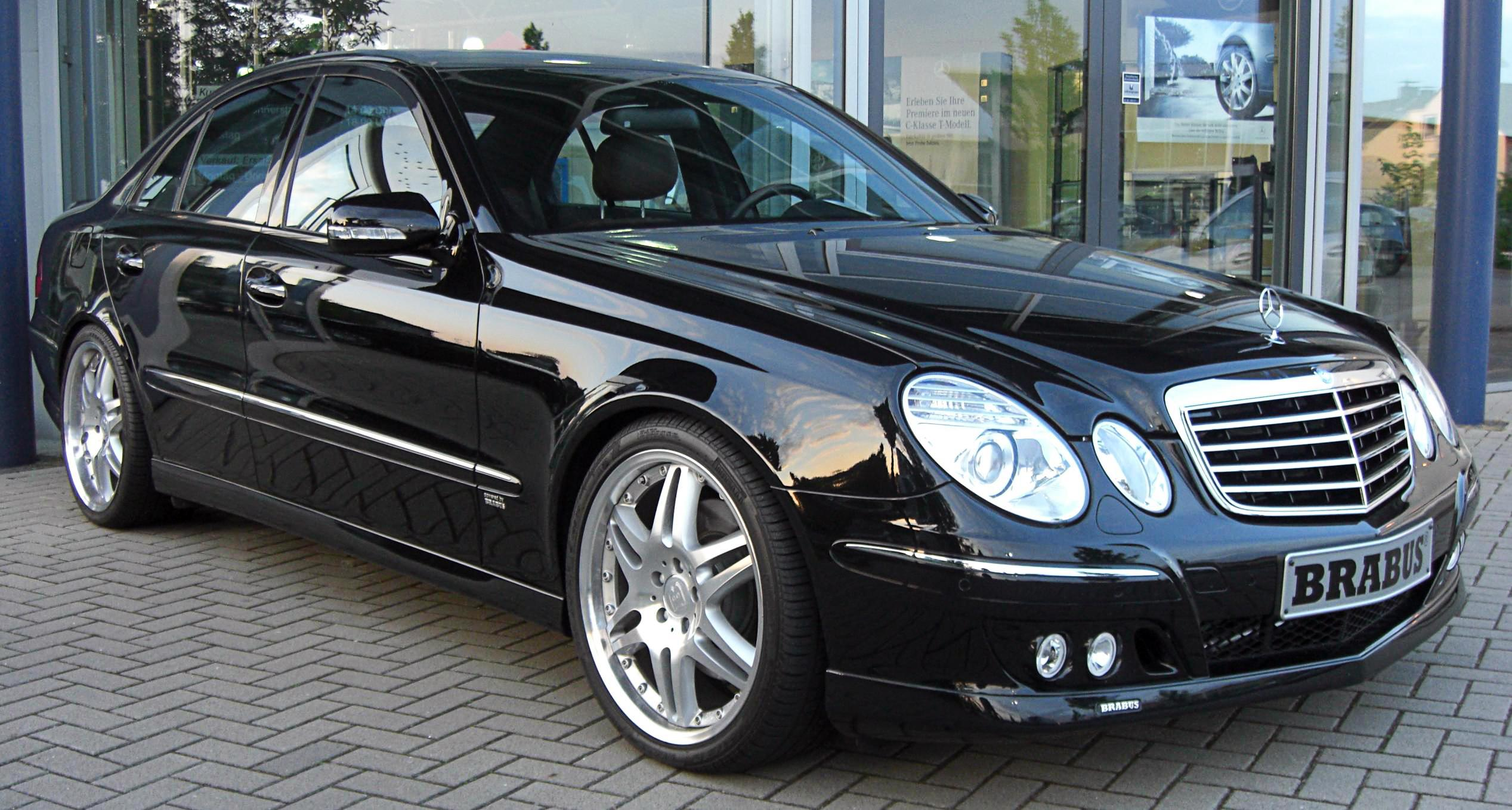
Une W211 avec un kit styling Brabus

La Brabus E V12 du tuner allemand Brabus est basé sur une W211. 
La société de modification Binz construit une version allongée de 1 046 mm avec quatre ou six portes sur base d'une Mercedes W211 avec les moteurs E 350, E 220 CDI ou E 280 CDI. Les transformations se font à partir de 43 000 € pour une version avec six portes tandis que la version 4 portes coute 48 000 € au minimum (prix hors TVA à partir d'août 2006).